# Nycterosea marginata
Nycterosea marginata är en fjärilsart som beskrevs av Mathew 1906. Nycterosea marginata ingår i släktet Nycterosea och familjen mätare. Inga underarter finns listade i Catalogue of Life.